# ميشيل رو الابن.
ميشيل ألبرت رو (من مواليد 23 مايو 1960 ، بمبوري ، كنت) المعروف باسم ميشيل رو الابن، طاهي إنجليزي حائز على نجمتين ميشلان في مطعم لو غافروش بلندن.

## روابط خارجية
- ميشيل رو الابن. في قاعدة بيانات الأفلام على الإنترنت
- موقع ميشيل رو الشخصي
- مطعم ميشيل رو الثاني في لندن